# Cheyenne (Oklahoma)
Cheyenne ist eine Ortschaft in Roger Mills County im US-Bundesstaat Oklahoma und zugleich der Verwaltungssitz (County Seat) dieses Countys. Das U.S. Census Bureau hat bei der Volkszählung 2020 eine Einwohnerzahl von 771 ermittelt. Der Ort liegt am US Highway 283 und am Oklahoma Highway 47.

## Geographie
Cheyenne befindet sich auf 35°36'45" Nord, 99°40'26" West und liegt somit im „Herzen“ von Roger Mills County. Cheyenne befindet sich südlich des Washita Rivers und hat eine Fläche von 2,6 km2. Die Ortschaft ist ca. 250 km von der Hauptstadt des Bundesstaates Oklahoma, Oklahoma City, entfernt.

## Demografische Daten
Nach der Volkszählung im Jahr 2000 lebten hier 778 Menschen in 356 Haushalten und 196 Familien. Die Bevölkerungsdichte betrug 303,4 Einwohner pro km2. Ethnisch betrachtet setzte sich die Bevölkerung zusammen aus 97,04 % weißer Bevölkerung, 0,64 % Afroamerikanern, 0,64 % amerikanischen Ureinwohnern, 0,00 % Bewohnern aus dem pazifischen Inselraum und 1,67 % stammten von zwei oder mehr Rassen ab. 2,19 % der Bevölkerung waren spanischer Abstammung oder Latein-Amerikaner.
Von den 356 Haushalten hatten 26,4 % Kinder unter 18 Jahre, die im Haushalt lebten. 45,5 % waren verheiratete, zusammenlebende Paare, 6,2 % waren allein erziehende Mütter. 44,7 % waren keine Familien, 42,7 % bestanden aus Singlehaushalten und in 24,7 % der Haushalte lebten Menschen im Alter von 65 Jahren oder darüber. Die durchschnittliche Haushaltsgröße betrug 2,08 und die durchschnittliche Familiengröße betrug 2,87 Personen.
22,1 % der Bevölkerung waren unter 18 Jahre alt, 6,8 % zwischen 18 und 24, 24,3 % zwischen 25 und 44, 23,8 % zwischen 45 und 64 und 23,0 % waren 65 Jahre oder älter. Das Durchschnittsalter betrug 43 Jahre. Auf 100 weibliche Personen kamen 97,0 männliche Personen. Auf 100 Frauen im Alter von 18 Jahren oder darüber kamen 87,60 Männer.
Das jährliche Durchschnittseinkommen eines Haushalts betrug 25.313 USD und das durchschnittliche Einkommen einer Familie betrug 37.159 USD. Männer hatten ein durchschnittliches Einkommen von 25.156 USD gegenüber den Frauen mit 17.500 USD. Das Prokopfeinkommen betrug 16.428 USD. 15,3 % der Familien und 18,4 % der Bevölkerung lebten unterhalb der Armutsgrenze.

## Geschichte
Cheyenne war der Schauplatz der Schlacht am Washita, in der George Armstrong Custer am 26. November 1868 mit der 7. US-Kavallerie Häuptling Black Kettle angriff. Über 100 Menschen fanden in diesem Massaker den Tod.
In den 1970er-Jahren entdeckte man in der Umgebung große Erdöl- und Erdgasvorkommen. Von 1973 bis 1993 wurden 230.000.000 m³ Gas gefördert.

## Persönlichkeiten
- Frank Lucas (* 1960), Politiker, hier geboren